# Le Mythe de l'islamisation
Le Mythe de l'islamisation, sous-titré Essai sur une obsession collective, est un essai de Raphaël Liogier publié le 11 octobre 2012 aux éditions du Seuil et réédité en 2016 aux éditions Points. L'essai réfute l’hypothèse d'une islamisation de la France et de l'Europe.

## Présentation
L'auteur relève que le terme islamisation marque les débats publics dans nombre de pays européens au milieu des années 2000,.
Il critique notamment les thèses de Caroline Fourest, Claude Guéant, Jean Raspail, Riposte laïque, Michèle Tribalat, Oriana Fallaci, Ivan Rioufol et d'Éric Zemmour. Il critique aussi la théorie du complot popularisée par Bat Ye’or dans Eurabia, l’axe euro-arabe.
Il décrypte le mythe d'une colonisation intérieure de l’Europe et de la France par l’arrivée de musulmans. Se basant sur des chiffres, il réfute l'explosion démographique et l’hypothèse du complot. Ainsi, les musulmans en Europe ne représentent que 5,2 % de la population. Leur croissance démographique diminue. Dans nombre de pays musulmans, le taux de fécondité est inférieur au taux de renouvellement des générations. En Europe, leur religion est moins influente que celle de l’église évangélique, en expansion. Il n'y a que 90 mosquées et 1 260 salles de prières en France, pour 2,1 millions pratiquants, contre 3 000 pour les protestants qui ne compte que 1,1 million pratiquants.
Ses arguments sont également synthétisés dans l’article « Le mythe de l’invasion arabo-musulmane » publié dans Le Monde diplomatique en mai 2014,.
Il soulève la question de la raison de ce mythe, et propose une hypothèse : « Les musulmans ne sont plus simplement les boucs émissaires des crises économiques et sociales nationales, mais d’une crise d’identité européenne ». Il fait remonter cette crise identitaire à la perte de la suprématie européenne en 2003, après la guerre d'Irak où l'intervention des Américains s'est faite sans l'Europe qui perd son influence morale. La crise d'identité qui suit est marquée par des débats sur « l'identité nationale » et la montée d'un populisme anti-musulman.
Raphaël Liogier conclut que les nouveaux populistes européens, en relayant le mythe de l'islamisation en politique et dans les médias sont les idiots utiles manipulés de l'islamisme.

## Accueil critique
Pour Clémentine Autain, l'essai de Raphaël Liogier réfutant l’hypothèse d’une islamisation de la société française est vif et argumenté et « porte un parti pris radical, comme une dissonance, mais elle est étayée et non simplement passionnée ».
Pour François Sergent, journaliste et directeur adjoint de la rédaction de Libération, l'essai de Raphaël Liogier est un pamphlet brillant et incisif. Logier y dénonce justement les discriminations et amalgames touchant les musulmans en Europe.
Pour Milena Doytcheva dans la Revue française de sociologie, « c'est une analyse éclairante et passionnante » et « un ouvrage fort bien documenté ». L'essai est également accueilli favorablement par la Revue internationale et stratégique, publiée par l'IRIS.
Pour Anne-Bénédicte Hoffner, journaliste à La Croix, si l'exposé de la natalité et des flux migratoires sont des arguments pour réfuter la thèse de l'islamisation, Liogier n'aboutit pas dans son projet d'« échapper à l'affrontement stérile entre deux camps qui s'accusent mutuellement, à coups d'invectives ».

## Traduction en turc
Le livre, traduit en turc par Hande Turan Abadan, a été publié en 2014 sous le titre İslamlaşma Efsanesi Kolektif Bir Anksiyete Üzerine Deneme aux éditions Epos Yayinlari, à Ankara.

## Éditions
- Raphaël Liogier, Le Mythe de l'islamisation : Essai sur une obsession collective, Paris, Seuil, 2012, 212 p. (ISBN 978-2-02-107884-8, présentation en ligne).
- Raphaël Liogier, Le Mythe de l'islamisation : Essai sur une obsession collective, Paris, Points, coll. « Essais » (no 790), 2016, 212 p. (ISBN 978-2-7578-5717-5, présentation en ligne).